# Sandersville (Mississippi)
Sandersville è una città (town) degli Stati Uniti d'America, situata nella contea di Jones, nello Stato del Mississippi.